# Hyphoderma transiens
Hyphoderma transiens ist eine Ständerpilzart aus der Familie der Fältlingsverwandten (Meruliaceae). Sie bildet teppichartige, membranöse Fruchtkörper von rosa-weißlicher Farbe aus und wächst auf Bedecktsamern. Die Art ist in Eurasien und Südamerika verbreitet.

## Merkmale

### Makroskopische Merkmale
Hyphoderma transiens besitzt für die Gattung Hyphoderma typische, resupinate, membranös-wachsartige Fruchtkörper. Sie sind weißlich bis ocker gefärbt, besitzen einen hellgelben oder weißen Rand und sind äußerst dünn. Ihr Hymenium ist teils glatt, teils mit kleinen Zähnen besetzt.

### Mikroskopische Merkmale
Wie bei allen Hyphoderma-Arten ist die Hyphenstruktur von Hyphoderma transiens monomitisch, weist also nur generative Hyphen auf. Die 2–5 µm breiten Hyphen sind hyalin und dünnwandig. Die Septen weisen stets Schnallen auf. Die Zystiden sind subzylindrisch, nicht inkrustiert und werden rund 50–70 × 6–8 µm groß, womit sie nicht über die Fruchtschicht hinausragen. Die Basidien der Art sind schmal keulen- bis annähernd urnenförmig, leicht tailliert, besitzen vier Sterigmata und messen 20–30 × 5–7 µm. An der Basis besitzen sie eine Schnalle. Ihre Sporen sind schmalzylindrisch bis annähernd wurstförmig, hyalin und dünnwandig. Sie messen 9–13 × 3–4,5 µm.

## Verbreitung
Die bekannte Verbreitung der Art umfasst Eurasien und Südamerika.

## Ökologie
Hyphoderma transiens wächst auf Totholz von Laubbäumen und Sträuchern. Substrate sind unter anderem Steineiche (Quercus ilex) und Rotbuche (Fagus sylvatica).